# 엄마, 평양 갔다 올게요
"엄마, 평양 갔다 올게요"(Mom, I'll Go To Pyungyang)는 한국에서 제작된 김기범 감독의 2002년 드라마 영화이다. 한성진 등이 주연으로 출연하였다.

## 출연

### 주연
- 한성진
- 김지호
- 김순애
- 이삼규

## 제작진
- 조명: 윤동우
- 녹음: 김대환
- 작곡: 심연주
- 미술: 김기범